# Ducado da Estônia (1219–1346)
Ducado da Estônia (português brasileiro) ou Estónia (português europeu) (em dinamarquês: Hertugdømmet Estland; em latim: Ducatus Estoniae) foi um Estado subordinado à Dinamarca, fundado em 1219 com a conquista da região da atual Estônia pelo rei Valdemar II (r. 1202–1241) e que existiu até 1346, quando Valdemar IV (r. 1340–1376) vendeu a região à Ordem Teutônica.

## A Estônia dinamarquesa 1206–1346
Em 1219, Valdemar reuniu uma armada de centenas de navios contra os estonianos, comandados pelo arcebispo, bispos e o exército dos rúgios sob a liderança do príncipe Wizlav. Eles desembarcaram no porto de Lyndanisse (Taline) na província de Revelia (Revala, Rävälä, mais tarde unida à província de Harria) no norte da Estônia. De acordo com uma lenda, a bandeira da Dinamarca caiu do céu e ajudou os dinamarqueses a vencerem a batalha contra os Revelianos e Harrianos. A data da batalha, 15 de junho, é ainda celebrado como Valdemarsdag (o "dia da bandeira" nacional) na atual Dinamarca.
A Ordem da Livônia e a Dinamarca concordaram em dividir a Estônia, mas não chegaram a um consenso sobre os limites exatos. Em 1220 o Rei da Dinamarca concordou em conquistar as províncias meridionais da Estônia de Sakala e Ugaunia que já eram controladas pelos Irmãos da Espada. O bispo Alberto conquistou para a Dinamarca as províncias de Harria (Harju), a Virônia (Viru) e Jerwia (Järva). Em 1227 a Ordem da Livônia conquistou todos os territórios dinamarqueses, mas, de acordo com o Tratado de Stensby, devolveu a Harria e a Virônia para a Dinamarca em 1238 enquanto que a Jerwia foi cedida para a Ordem da Livônia. Devido a sua posição de território dinamarquês, a Estônia foi incluída na lista de taxação nacional da Dinamarca Liber Census Daniæ (dinamarquês: Valdemar Sejrs Jordebog) (1220–41), um importante documento histórico e geográfico. A lista contém cerca de 500 nomes de locais estonianos e nomes de 114 localidades vassalas. 
A capital da Estônia dinamarquesa era Lindanisse (Taline) desde sua invasão em 1219. Os dinamarqueses construíram um forte no local que é chamado de Castrum Danorum na crônica de Henrique da Livônia ou "castelo dinamarquês". Os estonianos ainda chamam a sua capital de "Taline", que de acordo com uma teoria popular é derivado de Taani linna, tendo exatamente o mesmo significado. Os dinamarqueses construíram um grande castelo em pedras na área de Domberga (Toompea). Lindanisse tornou-se então a sede de um bispado que foi um sufragâneo para o arcebispo de Lund. Em volta do castelo, os colonos alemães fundaram uma importante cidade de comércio. Lindanisse (Reval, em alemão) ganhou a garantia da Lei de Lübeck (1248) e uniu-se à Liga Hanseática. Mesmo hoje, a influência dinamarquesa pode ser vista no brasão de armas da cidade de Taline que traz no escudo a cruz dinamarquesa; e no brasão de armas da Estônia que utiliza três leopardos (ou leões) muito parecidos com os do brasão de armas da Dinamarca, porém nas cores da Estônia, o amarelo e o azul.
Na Virônia, os centros de poder principais eram Uesemberga (Rakvere) e Narva, construídas ao lado de um velho forte estoniano conhecidas nas crônicas em Antigo Eslavo Oriental como Rakovor e Rugodiv, respectivamente. Uesemberga recebeu os direitos da Lei de Lübeck em 1302 do Rei Érico Menved. Narva recebeu esses direitos em 1345. 
O governo da Dinamarca não foi muito forte na província. O exército dinamarquês foi enviado para a província apenas ocasionalmente. Em 1240–42, a Dinamarca entrou em guerra contra Novogárdia e tentou estender seu governo para a terra dos vótios. O rei Valdemar enviou seus filhos Abel e Canuto para apoiar a campanha de seus vassalos, mas não ganhou nenhum novo território. O rei dinamarquês Érico visitou a Estônia em 1249 e a esquadra dinamarquesa esteve em Lindanisse em 1268 e 1270 devido às ameaças russas e lituanas.
O poder militar local estava baseado em vassalos poderosos do rei dinamarquês, que recebiam grandes porções de terras em troca dos serviços militares. A maioria dos vassalos era alemã da região da Vestfália, mas outros (Clemens Esto, Otto Kivele, Odwardus Sorseferæ etc.) eram anciãos locais estonianos. O cronista Ditleb Alnpeke (1290) reclama que o rei da Dinamarca aceita os estonianos como seus vassalos. Em 1248, os vassalos e os burgueses de Lindanisse já possuíam um corpo legislativo local ritterschaft.
Enquanto a província estava dividida entre o partido pró-dinamarqueses (bispo Olavo de Lindanisse) e o partido pró-alemães (capitão Marquard Breide), os estonianos de Harria iniciaram uma grande revolta em 1343 (Revolta da Noite de São Jorge). Como conseqüência, a província foi ocupada pela Ordem da Livônia. Em 1346, os domínios dinamarqueses na Estônia (Harria e Virônia) foram vendidos por 10 000 marcos para a Ordem da Livônia, ignorando a promessa de Cristóvão II em 1329 de nunca abandonar ou vender seus territórios na Estônia. O rei da Dinamarca chegou a fazer declaração pública dizendo "arrepender-se" de ter quebrado aquela promessa e pediu desculpas ao Papa.

## Governadores dinamarqueses da Estônia
Segue a lista de governadores:
- André Sunonis (1219–1221);
- Vago (1221–1223);
- Canuto, duque da Estônia (1223–1227/60);
- ... (1227–1248);
- Saxão Aginsun (1248–1249);
- Stigot Agison (1249);
- Ocupação pela Ordem Teutônica (1251–1254);
- Saxão (1254/1257);
- Jakob Ramessun (1259);
- B... (1262);
- Woghen Palissun (1266);
- Siverith (1270);
- Eilardo de Oberch (1275–1279);
- Odewart (Lode?) (1279–1281);
- Letgast (1285);
- Friedrich Moltike (1287);
- A... (1287);
- Johann Sialanzfar (1288);
- Nils Axelson (1296);
- Nikolaus Ubbison (1298);
- Eduardo? (1303);
- Johann Saxeson (1304);
- Johannes Canne (1310);
- Ago Saxison (1312–1313)
- Johann Waiguthe (1313);
- Heinrich Bernauer (1313);
- Johannes Kanna (1323);
- Heinrich Spliit (1329);
- Marquard Breyde (1332–1335)
- Conrado Preen (1340–1343);
- Bertram Parenbecke (1343);
- Stigo Anderson (1344–1345);
- Goswin von Herike (1345);
- Stigo Anderson (1345–1346);
- Johann Zomer (1346);
- Stigot Anderson (1346);